# George Springer
George Springer (né le 19 septembre 1989 à New Britain, Connecticut, États-Unis) est un voltigeur des Blue Jays de Toronto de la Ligue majeure de baseball.
Il est élu joueur par excellence de la Série mondiale 2017 remportée par Houston.

## Carrière

### Débuts

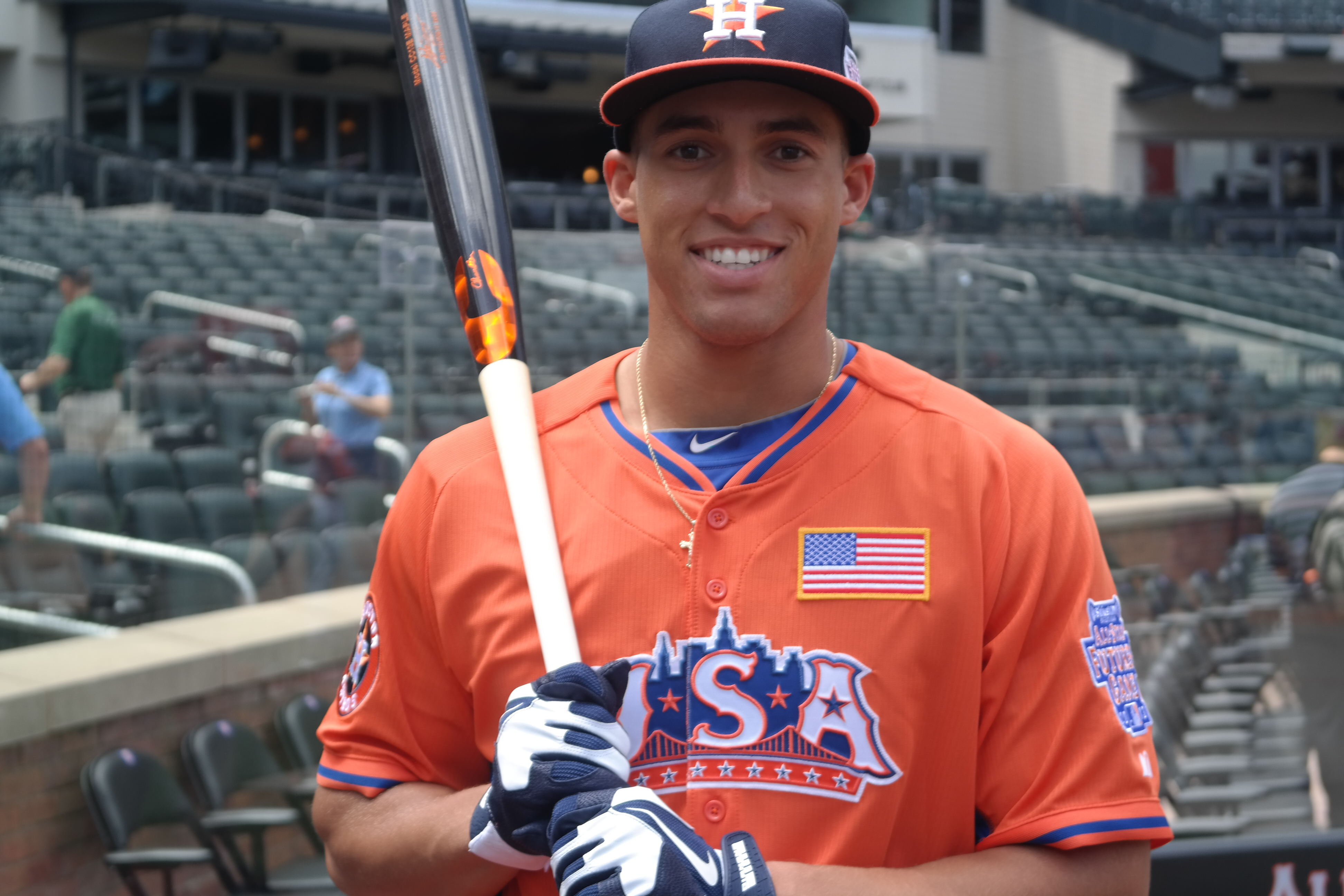
George Springer au match des étoiles du futur en juillet 2013.

George Springer joue au baseball dans une école secondaire d'Avon dans le Connecticut et est repêché au 48e tour de sélection par les Twins du Minnesota de la Ligue majeure de baseball en juin 2008. Il repousse l'offre et décide plutôt de s'engager à l'Université du Connecticut, où il évolue pour l'équipe des Huskies. En juin 2011, les Astros de Houston en font leur choix de première ronde. Springer est le 11e joueur sélectionné au total cette année-là au repêchage amateur du baseball majeur.
Springer est rapidement considéré comme l'une des pièces maîtresses de la remontée anticipée de la franchise des Astros, qui croupit dans les bas-fonds de la ligue depuis plusieurs saisons. L'un des jeunes joueurs les plus prometteurs du baseball, il apparaît en 2012 au 59e rang du classement des 100 meilleurs espoirs dressé annuellement par Baseball America, passant ensuite en 37e place en 2013 puis au 18e avant le début de la saison 2014.
En 2013, Springer gradue chez les RedHawks d'Oklahoma City, le club-école Triple-A des Astros dans la Ligue de la côte du Pacifique. En 135 matchs joués cette année-là, partagée entre le club de Corpus Christi au niveau Double-A et Oklahoma City, Springer frappe pour ,303 de moyenne au bâton avec 37 circuits, 108 points produits, un pourcentage de présence sur les buts de ,411 et une moyenne de puissance de ,600.
En septembre 2013, les Astros offrent à Springer un contrat, qu'il rejette, de 23 millions de dollars pour 7 saisons, du jamais vu pour un athlète comptant si peu d'expérience.

### Astros de Houston
Le 16 avril 2014, George Springer est pour la première fois rappelé des ligues mineures par les Astros de Houston. Il fait ses débuts le jour même contre les Royals de Kansas City et réussit son premier coup sûr dans les majeures aux dépens du lanceur Jeremy Guthrie puis marque son premier point sur le circuit de son coéquipier Jason Castro. Springer frappe son premier circuit dans les majeures le 8 mai 2014 face à Drew Smyly des Tigers de Détroit. Il est nommé meilleure recrue de mai 2014 dans la Ligue américaine après avoir frappé 30 coups sûrs dont 15 pour plus d'un but, 10 circuits, 22 points marqués et 25 points produits. Il présente une moyenne de puissance de ,647 durant cette bonne séquence. Il est le premier joueur de première année des Astros à être élu recrue du mois dans la Ligue américaine, et le premier de la franchise à recevoir cet honneur depuis Hunter Pence en mai 2007, alors que le club se trouvait en Ligue nationale. En 7 matchs disputés du 21 au 29 mai, Springer frappe un circuit dans 6 rencontres, dont un match de deux longues balles. D'après Elias, il est la deuxième recrue à réussir 7 circuits sur 7 matchs après Rudy York des Tigers de Détroit de 1937.
Springer joue 78 matchs à sa première saison chez les Astros, campagne qui se termine le 19 juillet lorsqu'il est blessé aux quadriceps lors d'un match contre les White Sox de Chicago. Malgré une basse moyenne au bâton de ,231 il produit 51 points et frappe 20 circuits, seulement un de moins que le record de franchise pour une recrue, établi en 2000 par Lance Berkman.
Springer est invité au match des étoiles 2017.
Il est élu joueur par excellence de la Série mondiale 2017 remportée par Houston.